# Iuri Vízbor
Iuri Ióssifovitx (Iuzéfovitx) Vízbor, rus: Ю́рий Ио́сифович (Юзефович) Ви́збор (Moscou, 20 de juny de 1934 - Moscou, 17 de setembre de 1984) fou un conegut bard i poeta soviètic, a més d'actor de teatre i cinema.
Nascut a Moscou, on va viure la major part de la seva vida, va treballar com a professor, soldat, mariner, corresponsal de ràdio i premsa, instructor d'esquí i actor en moltes pel·lícules i obres de teatre russes famoses. Va participar i va documentar expedicions a zones remotes de la Unió Soviètica. Les seves composicions incloïen cançons, prosa poètica, obres de teatre, guions i contes.

## Biografia

### Primers anys
El pare de Vízbor, comandant de l'Exèrcit Roig, era d'origen lituà. El seu cognom originalment era Vizbaras. La seva mare era una ucraïnesa de Krasnodar. El 1937, el seu pare va ser víctima de les purgues de Stalin. El 1941, Iuri i la seva mare es van traslladar a Sibèria. Aquest període va influir en el malestar de l'artista per la política i la seva fascinació per la natura.
El 1951, Vizbor es va graduar a l'escola secundària número 659 de Moscou i després de diversos intents fallits d'iniciar estudis en diverses universitats d'alt rang (simplement no acceptaven documents del “fill d'un enemic del poble”) va ser acceptat com a estudiant a l'Institut Pedagògic Estatal de Moscou. V. I. Lenin. Fou aquí on va escriure la seva primera cançó, titulada "Madagascar".

### Activitats professionals
Després de llicenciar-se en llengua i literatura russes el 1955, Vizbor va treballar com a professor a Arkhánguelsk. El 1957 va ser reclutat a l'exèrcit, on va treballar com a operador de ràdio. Es va casar el 1958. A finals dels anys cinquanta i principis dels anys 60 Vízbor va començar a adquirir fama com a compositor fent circular cintes casolanes.

### Música
Vízbor és comparat sovint amb els seus contemporanis, Vladímir Vissotski i Bulat Okudjava. Els temes de les cançons de Vizbor eren observacionals, centrats en el seu amor per la natura i pels viatges. Utilitzant les seves professions extremadament variades com a plantilla, Vizbor va intentar documentar diversos aspectes de la "vida normal" en plena època d'estancament de Bréjnev. La seva marca era un estil de cant relaxat que sovint sonava a la vora del riure. Vizbor enregistrava cançons amb una guitarra tradicional russa de set cordes que sovint estava lleugerament desafinada.
Tot i que la majoria dels bards russos confiaven en un patró de ritme rítmic com a base per al seu acompanyament musical, Vízbor era aficionat a un estil de despullament lent representat per cançons com Fanskie Gory La seva melodia més coneguda era una balada romàntica anomenada Sólnixko Lesnoie, rus: Солнышко Лесное, "Bosc del Sol". En una nota més sombrosa, la seva cançó Serioga Sanin, rus: Серёга Санин explicava la història d'un amic lliure i espiritual que mor tràgicament.

### Malaltia i mort
El 1982, Vízbor va patir un infart de miocardi, després del qual va recuperar la seva salut i fins i tot va tornar a les seves expedicions habituals a les muntanyes. A principis de març de 1984, al camp d'alpinisme " Tsey " Vizbor va escriure la seva última cançó: "Tseiskaia". En tornar a Moscou, es va sentir malament i li van diagnosticar càncer de fetge.
La seva filla recordaria més tard:
| « | El pare va passar l'última setmana de la seva vida a l'hospital, es van trobar metàstasis al fetge. Va ser diagnosticat al maig i va morir al setembre. El 1980, mentre esquiava a Kirovsk, el meu pare va caure i va patir una doble fractura de l'articulació del maluc. Existeix la suposició que un cop tan fort li va provocar el desenvolupament de cèl·lules cancerígenes. Un any després de la caiguda, va patir un fort atac de cor. A l'hospital, el meu pare va suportar un terrible turment, però no permetia que li injectessin morfina. Va dir: No vull acostumar-m’hi, per no convertir-me en un addicte a la morfina. El pare té una frase: "Aneu al fons sense abaixar la bandera". Va morir: mentre parlava amb una infermera, donant-li elogis | » |

Iuri Vízbor va morir el 17 de setembre de 1984, en el 51è any de la seva vida, a Moscou. Es troba enterrat al cementiri moscovita de Kúntsevo.

## Filmografia
| Any  | Títol                              | Paper                            | Notes                                                  |
| ---- | ---------------------------------- | -------------------------------- | ------------------------------------------------------ |
| 1967 | Pluja de juliol                    | Alik                             |                                                        |
| 1969 | Vozmézdie                          | Zakhàrov                         |                                                        |
| 1969 | La tenda vermella                  | František Běhounek               |                                                        |
| 1970 | Moi papa - kapitan                 | Passatger de pas                 |                                                        |
| 1970 | Perestupi porog                    | Víktor Vassílievitx              |                                                        |
| 1970 | Natxlo                             | Stepan Ivànovitx                 |                                                        |
| 1970 | V Moskve proiézdom                 | Empleat de Vetxérniaia Moskvà    |                                                        |
| 1971 | L'estació de ferrocarril belarussa | Balaixov                         |                                                        |
| 1971 | Notxnaia smena                     | Aleksandr Fiódorovitx Kovalénkov |                                                        |
| 1971 | Ti i ia                            | Saixa                            |                                                        |
| 1973 | Disset moments de primavera        | Martin Bormann                   | El seu paper més conegut a les pel·lícules soviètiques |
| 1975 | Dnévnik direktora xkoli            | Pàvel Smirnov                    |                                                        |
| 1983 | Ne bilo bi stxàstia...             | Narrador                         | (paper al final del film)                              |

## Llegat
Un planeta menor, el 3260 Vizbor, descobert per l'astrònoma soviètica Liudmila Juravliova el 1974, rep el seu nom.